# Hemeroplanis
Hemeroplanis is een geslacht van vlinders van de familie spinneruilen (Erebidae), uit de onderfamilie Calpinae.

## Soorten
- H. apicegutta Herrich-Schäffer, 1869
- H. aurora Walker, 1865
- H. obliqualis Edwards, 1886
- H. parallela Smith, 1907
- H. scopulepes Haworth, 1809
- H. zayasi Todd, 1960